# Фёдоров, Василий Фёдорович (художник)
Фёдоров Василий Фёдорович (18 февраля 1894, д. Гадово, Псковская губерния — 19 февраля 1942, Ленинград) — российский советский живописец, график и педагог, член Ленинградского Союза советских художников.

## Биография
Родился 18 февраля 1894 года в деревне Гадово Островского уезда Псковской губернии в крестьянской семье. После окончания сельской школы и Псковской учительской семинарии заведовал Талабским двухклассным училищем в Псковской губернии (1914—1916). Одновременно посещал вечерние курсы рисования в художественно-ремесленной школе. Участвовал в первой мировой войне, служил чертёжником-топографом в штабе 74-й дивизии на австро-венгерском фронте. После революции в 1919—1920 годах был в Красной Армии в Туркестане.
В 1922 поступил в ленинградский ВХУТЕМАС, занимался у А. А. Рылова и А. И. Вахромеева. В 1926 окончил институт, представив дипломную работу — картину «Плотник» и эскиз «1925 год. Раскрепощение женщин Востока».
Одновременно с учёбой в институте и после окончания вёл занятия в художественных студиях ряда учреждений и организаций Ленинграда. Участник выставок с 1927 года. Работал главным образом в станковой живописи. Писал жанровые и батальные картины, портреты. Большая часть творчества была посвящена работе над образами А. С. Пушкина и С. М. Кирова. Автор картин «Конесовхоз», «Кудымкарский тракт», «Дорога к могиле А. С. Пушкина» (все 1936), «Похороны А. С. Пушкина в Святогорском монастыре» (1937), «Вынос гроба с телом А. С. Пушкина перед отправкой в село Михайловское», «С. М. Киров в Хибинах» (обе 1937), «Переход через Сиваш», «Штурм Перекопа», «Сталин на крейсере „Червона Украина“» (все 1939), «Похороны В. И. Ленина» (1940). Основные произведения Василия Фёдорова были приобретены музеями, неоднократно публиковались в печати и репродуцировались массовыми тиражами.
После начала Великой Отечественной войны Фёдоров Василий Фёдорович оставался в Ленинграде, участвовал в выпуске агитплакатов «Боевого карандаша». 
Скончался 19 февраля 1942 года. Похоронен на Волковом кладбище.
Произведения В. Ф. Фёдорова находятся в Государственном Русском музее, в других музеях Петербурга, а также Москвы, Екатеринбурга, Пушкина и других городов.